# Modificaciones antrópicas de la biocenosis
Se llaman modificaciones antrópicas de la biocenosis los cambios que el humano ha causado en los ecosistemas de la Tierra.
A lo largo de la historia la humanidad ha sabido utilizar diferentes especies de la naturaleza como recurso para procurarse alimento, vivienda, vestido, medicinas y confort. Pero de todas las que hay solo unas pocas especies le sirven como recurso natural. Cuando el humano descubre que puede cultivar esas especies en lugares determinados y a ritmos definidos comienza una transformación del medio natural tan intensa y decisiva que se ha convertido en parte indispensable del equilibrio ecológico de la biocenosis.
Las primeras modificaciones vienen de la mano de la agricultura y la ganadería. La necesidad, o posibilidad, de concentrar en un espacio las especies que sirven de alimento permite aumentar la productividad, pero para ello es necesario limpiar el bosque de otras especies; para que se desarrollen solo las que nos interesan. El fuego y la roza son las primeras técnicas utilizadas en este proceso. Si bien en un principio no era necesario quitar los pies de troncos quemados, lo que permitía la rápida reconstrucción del bosque, el avance tecnológico del arado y la azada sí lo hizo necesario (además de posibilitarlo), con lo que se impedía la reconstrucción completa del bosque, y la recuperación del suelo; que era necesario dejarlo descansar en barbecho. Además, la población se hizo estable y dividió el espacio circundante en pagos, de los cuales unos se cultivaban y otros descasaban en períodos más o menos largos. Estos pagos podían ser utilizados como pasto para el ganado, que de paso los abonaba con sus excrementos.
No todas las sociedades desarrollaron este sistema mixto de agricultura y ganadería. Los países arroceros de Asia tendrán espacios diferenciados para la agricultura y la, casi inexistente, ganadería. Tampoco faltarán los países ganaderos, donde los suelos son pobres para la agricultura, que solo aparecerá de forma marginal.
Pero no era la agricultura y la ganadería el único recurso de estos pueblos. El monte proporcionaba madera, frutos, pastos y multitud de recursos, que estaban al alcance de todos. El bosque era tan vital para la economía doméstica como el espacio agrícola, por eso se fue cuidando y modificando en un proceso de aclaramiento, cuyo máximo exponente es la dehesa del clima mediterráneo. Este proceso supuso la selección de determinadas especies, que llevó a la introducción de especies alóctonas en países donde no existían los frutos considerados como recurso. Este es el caso de la introducción del castaño en Asturias en época de los romanos, que con el tiempo ha conseguido integrarse perfectamente en el biosistema, pero también de las especies americanas introducidas en Europa, las europeas en América, o el eucalipto, que no se ha adaptado tan bien.
El equilibrio de esta economía era precario, puesto que se trataba un régimen de subsistencia; apenas había excedentes para el mercado. El aumento de la población implicaba la roturación de las tierras marginales y el monte, para conseguir tierras de cultivo, aunque de peor calidad.
La intensidad de este proceso fue tal que en él pueden estar los orígenes de algunas sabanas, estepas y sin duda del paisaje agrario que conocemos.
En Europa el clímax de este proceso se alcanza en el siglo XVIII, cuando el aumento de la población supuso la práctica roturación de toda la superficie, dejando el monte en una situación precaria, y en los sitios más inaccesibles. Este es el origen del desarbolado paisaje castellano, manchego, extremeño o andaluz.
Pero en el siglo XIX aparece el modo de producción capitalista industrial. Se mejoran los transportes, aumenta la productividad de la tierra con las nuevas tecnologías, aparece el mercado mundial, y las regiones tienden a especializarse en la producción de unos pocos productos, ya que el resto se pueden conseguir en el mercado, buscando las ventajas comparativas y las economías de escala.
Esto implica una nueva selección de especies cultivadas, menos variada. Además, el monte pierde su tradicional utilidad, e incluso su gestión por parte de los pueblos que lo utilizan. La menor variedad de especies supone una ruptura del equilibrio biocenótico, las plagas se multiplican y los rendimientos pueden disminuir si las condiciones no son óptimas. Además, la población aumenta. La ciencia viene en ayuda de la agricultura con abonos químicos, pesticidas y especies modificadas genéticamente. La agricultura se ha convertido en una industria donde se persigue el máximo beneficio en el menor tiempo posible, lo que supone, en muchas ocasiones, la explotación de un recurso por encima de su tiempo de recuperación. Así se esquilman los recursos de los bosques y los mares.
Durante los años 50 y 60 del siglo XX este proceso se intensifica. Se comienzan a utilizar masivamente abonos, pesticidas, herbicidas, la selección genética de las especies con híbridos y mejoras de laboratorio. Con todo ello la producción aumenta espectacularmente. Es la llamada revolución verde, que pretendió acabar con el hambre en el mundo.
Lamentablemente en los delicados ecosistemas de transición entre el desierto y el bosque tropical el monocultivo de determinadas especies supuso el arrasamiento del bosque, y la creación de una agricultura especulativa de plantación que provocó auténticas crisis ecológicas, ya que sobrepasaron los umbrales de los ecosistemas y dieron paso a procesos morfogenéticos de tipo árido. Es el caso de todos los pueblos y países cuya riqueza depende del precio en el mercado internacional de uno o dos productos como el café, el plátano, la hevea, el coco, etc.
Sin duda es necesaria la explotación de recursos de una manera equilibrada; estudiando los umbrales máximo y mínimo de los diferentes biosistemas y especies que queremos aprovechar; procurando una explotación que garantice la recuperación de la especie utilizada, así como la de todas sus asociadas. Esta es la única forma para que el desarrollo económico sea sostenible; sin necesidad del abandono de la explotación de las tierras y las especies. No es posible un desarrollo sostenido sin un desarrollo sostenible. La actividad antrópica está tan unida al medio natural que probablemente el abandono de la explotación del medio significaría una crisis ecológica de dimensiones no deseables.
Presumiblemente, la acción humana, acelera los procesos de desertización al sobreexplotar los recursos del suelo. Este es uno de los fenómenos más estudiados desde el punto de vista ambiental.
Las regiones con poca o ninguna vegetación suponen alrededor del 53 % de las tierras emergidas. Se aprecia un claro retroceso de la zona fría y un aumento de la región seca. Globalmente la tendencia es a la estabilidad, pero no por la permanencia de los límites sino por el progreso de unos en detrimento de otros. Se observan, también, reajustes internos en ambas zonas. La tendencia real es a la extensión de los dominios morfoclimáticos más activos y competentes: el periglaciar y el semiárido. 